# 伊比利亞 (密蘇里州)
伊比利亞（英語：Iberia）是位於美國密蘇里州米勒縣的城市。

## 人口
根據2020年美國人口普查的數據，伊比利亞的面積為2.28平方千米，皆為陸地。當地共有人口703人，而人口密度為每平方千米308人。